# Siggebohyttan
Siggebohyttan était le domaine d'un riche propriétaire de mines près du lac Usken sur la commune de Lindesberg en Suède.

## Origines
La famille qui était propriétaire de Siggebohyttan a occupé les lieux pendant 10 générations. L'histoire de cette famille est connue depuis le premier occupant jusqu'au dernier qui fut contraint de vendre le domaine aux enchères.
L'aspect actuel du site est du aux travaux entrepris par Anders Olson, bénéficiaire de privilèges du roi établis au XVIe siècle. Le bâtiment principal, corps-de-logis,  a été construit dans les années 1790 par Anders Olsson, mineur aisé. Aucune information ne permet de savoir qui a conçu la maison de cette façon. Ce bâtiment est long et étroit (près de 40m de long) et l'architecture diffère du style de l'époque. Ce propriétaire de mine se révéla un homme d'affaires doué et s'enrichit en achetant et revendant des parts dans les mines et les hauts fourneaux. La richesse de la famille s'accrut ainsi grandement. Cette réussite et son caractère têtu lui valurent le surnom de Emperor Anders. Il mourut en 1818 à l'âge de 64 ans.
Son fils, Anders Andersson âgé de 17 ans, lui succéda après sa mort. Il éloigna ses autres frères et sœurs de l'héritage par le biais de contentieux et devint le seul propriétaire. Il se maria avec Katarina Jansdotter, fille d'un fermier de la paroisse voisine. Le couple eut 17 enfants, 7 seulement survécurent, les 10 autres décédèrent avant d'atteindre l'âge adulte. De 1818 à 1870, Anders Andersson a enrichi le domaine de sorte que Siggebohyttan était considéré à l'époque comme l'une des plus belles demeures de la région. La famille fréquentait alors l'aristocratie locale. Lorsque celui-ci mourut en 1870, ce fut également le déclin de Siggebohyttan. Le fils, Per-Erik, hérita du domaine mais mourut sans enfant. L'autre fils Israël reprit la succession mais fit perdre à jamais le bien à la famille. 
En 1901, Siggebohyttan fut mis aux enchères. Non seulement le domaine sortit du patrimoine de la famille, mais en outre, la propriété n'a plus jamais servi comme lieu de vie. Il fut alors question de la restaurer pour y loger des employés d'une compagnie minière locale. En 1910, le Comté d'Örebro acquit le site pour en faire un musée ouvert en 1929.

## Description
Siggebohyttan est l'un des plus beaux exemples de domaine liè à la  mine dans le Bergslagen. Le corps-de-logis est constitué d'une longue aile de deux étages à colombages. Il est caractérisé par un long couloir extérieur suspendu de 38 m qui longe le premier étage. Le bâtiment dispose de 14 chambres et 3 cuisines. Dans la salle de réception, il y a des peintures du style de la région de Dalarna effectuées en 1838 par un  peintre de Leksand : Kers Erik Jönsson.

## Activités économiques liées à Siggebohyttan
- Extraction minière et sidérurgie : le minerai de fer extrait des mines des environs était acheminé vers les fonderies pour y être fondu et converti en "saumons de fonte" (lingots).
- Exploitation de la forêt : la forêt était indispensable au fonctionnement des fonderies. Les hauts fourneaux étaient alimentés en charbon de bois, combustible suffisamment calorifique pour obtenir la bonne température de fusion du minerai.
- Énergie hydraulique : la force de l'eau était captée et utilisée pour actionner les grands soufflets des hauts fourneaux. Ceux-ci activaient la combustion des foyers des fours.

## Organisation
Un certain nombre de propriétaires de mines se sont associés en "Guildes", gérant une ou plusieurs fonderies. La fonte était vendue sur les grands marchés d'Europe au XVIIIe siècle, la Suède produisant alors un tiers de toutes les exportations en Europe. À Siggebohyttan, les Anders détenaient des parts dans plusieurs fonderies et la plupart des mines des environs.

## Déroulement du travail dans l'année
Un propriétaire de mine associait généralement le travail lié à la fonte à celui de l'agriculture. La première activité occupait pratiquement tout le temps disponible en hiver (la moitié de l'année). Cette saison convenait au transport du lourd minerai jusqu'aux fonderies et à l'acheminement de la fonte le long des rivières gelées jusqu'aux ports de chargement sur la côte. Le printemps, l'été et l'automne étaient consacrés aux travaux agricoles qui occupaient à ce moment toute la journée du mineur (semis, récoltes, abattage des arbres pour l'hiver, entretien du matériel...). Un propriétaire de mine combinant ainsi ces deux activités non seulement subvenait à ses besoins, mais en plus s'enrichissait grandement par la vente de la fonte.

## Place de la femme
La femme d'un propriétaire de mine s'occupait des travaux de la ferme. En plus elle avait la responsabilité de l'éducation des enfants, supervisait le travail des servantes et le ménage. Elle ne participait pas directement aux tâches de la production de la fonte qui était réservées aux femmes d'un rang inférieur.

## Le musée
La plupart des bâtiments ont été restaurés, et le mobilier reconstitué. Siggebohyttan peut être visité en été et permet de se faire une idée de la vie d'une famille bourgeoise de la région du Bergslagen. 
La propriété est actuellement détenue par le musée d'Örebro. Siggebohyttan a été déclarée monument historique en 1970. La ferme et la zone alentour sont classées comme intérêt national pour la gestion du patrimoine culturel.

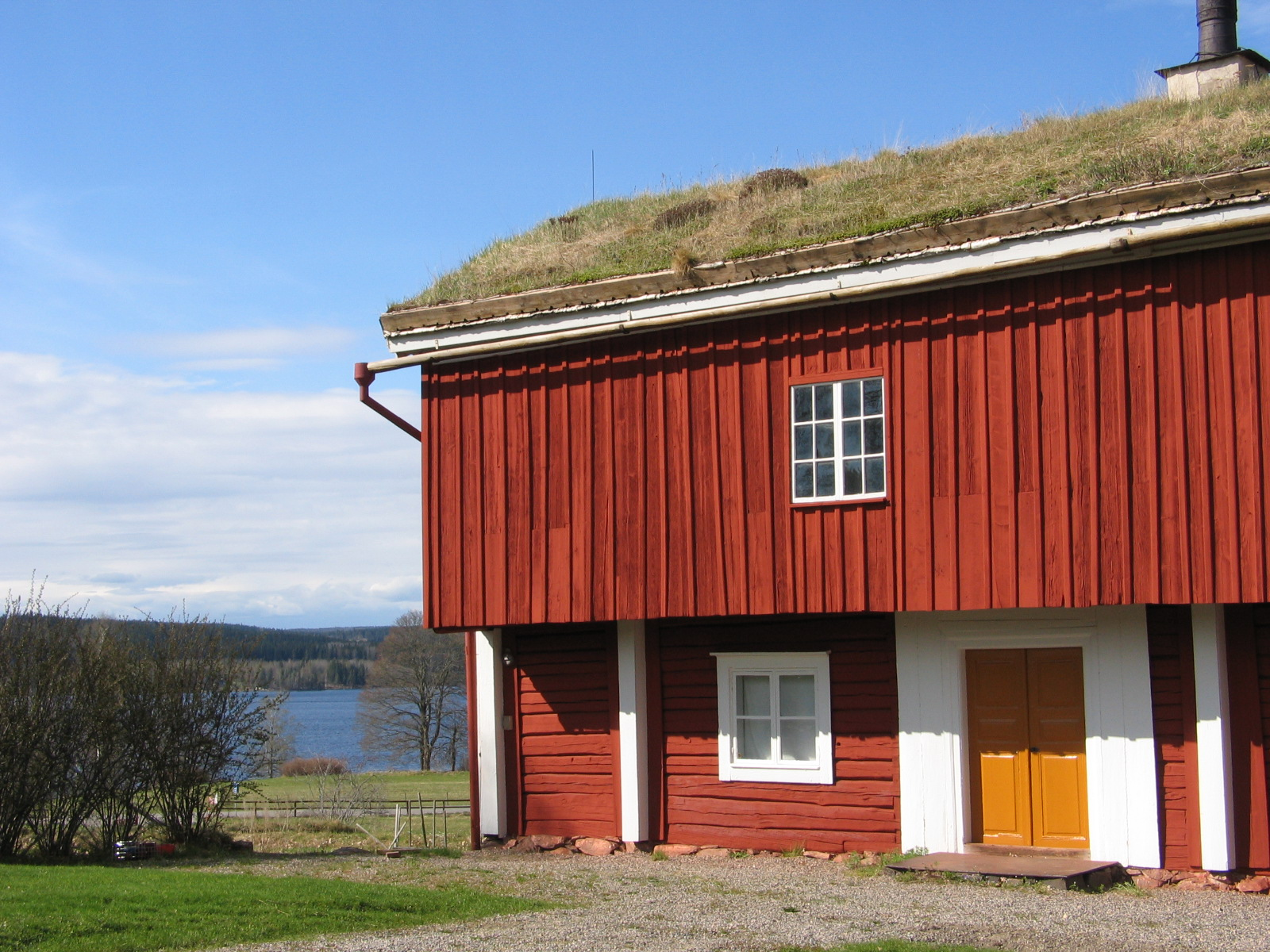
Siggebohyttan, le corps-de-logis, en arrière-plan le lac Usken
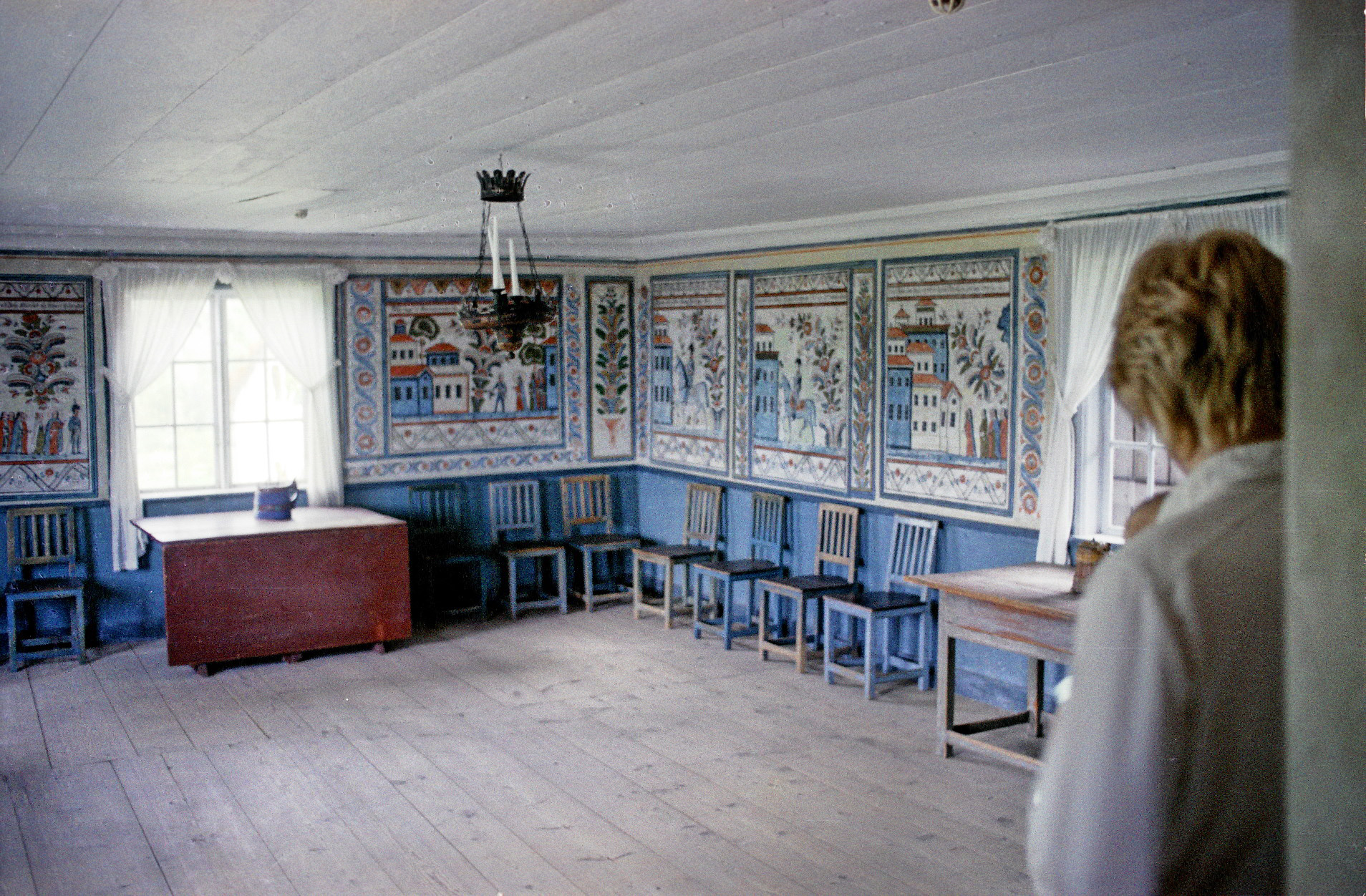
La salle de réception de Siggebohyttan décorée par l'artiste Kers Erik Jönsson